# Indigo-Unruhen

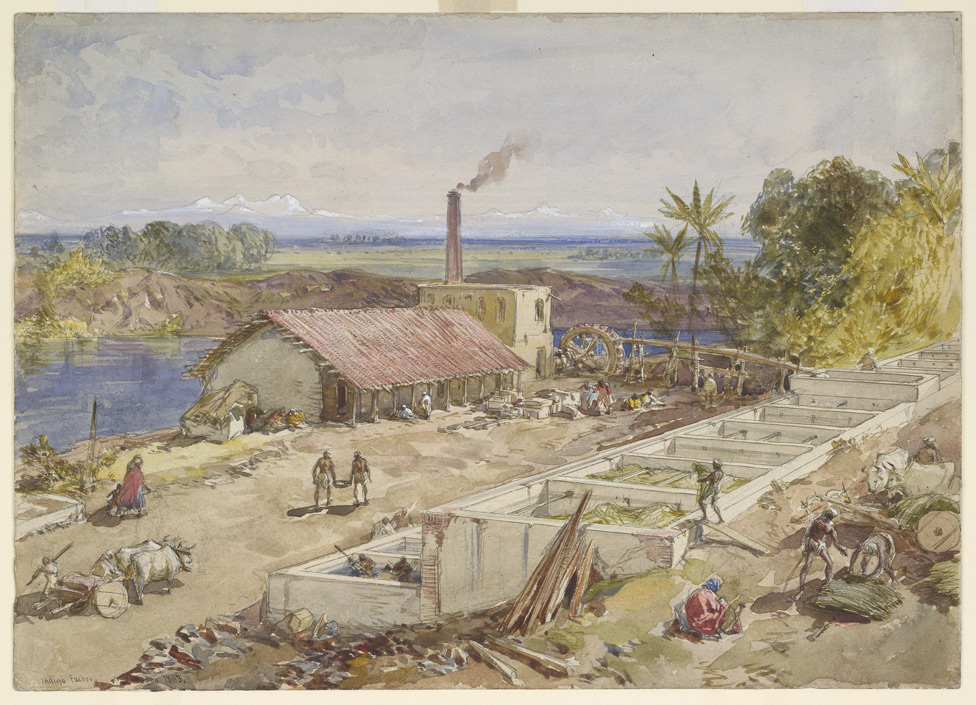
Indigofabrik in Bengalen, 1867

Die Indigo-Unruhen waren die erste erfolgreiche Bauernbewegung gegen die ausbeuterischen Methoden von europäischen Pflanzern während der britischen Kolonialherrschaft in Bengalen 1859–62. Am Ende stand 1918 die endgültige Abschaffung der ausbeuterischen Anbaupflicht von Indigo für Landpächter nach der Champaran-Kampagne (nordöstliches Bihar) Mahatma Gandhis.

## Grundlagen
Zur Mitte des 19. Jahrhunderts hatten europäische Kapitalisten („Pflanzer“) damit begonnen, im Bereich des permanent settlement, von den örtlichen Großgrundbesitzern (Zamindar) Anbaurechte mittels sogenannter Tinkathia-Pachtverträge zu erwerben und die Anbauenden (raiyat) dazu zu verpflichten, 3/20stel ihres besten Landes mit der Indigopflanze (Indigofera tinctoria) zu bebauen.
Die Bauern mussten für den Erwerb des Saatguts zu verzinsende Vorschüsse durch Mittelsmänner akzeptieren, wobei betrügerische Verträge und Zinssätze von 50 bis 500 % üblich waren. Die Pächter erhielten jedoch keinen Garantiepreis, sondern einen zur Erntezeit festgesetzten, der unter dem Marktwert lag. Problematisch war auch, dass sich Indigo nicht in die reguläre Fruchtfolge einbinden ließ. Der Farbstoff wurde in örtlichen Fabriken weiterverarbeitet.
Gegen Ende des 19. Jahrhunderts wurde das natürlich gewonnene Indigo durch aus Teer hergestellten Küpenfarbstoff, meist deutscher Produktion, immer mehr vom Markt verdrängt. Als sich für die Pflanzer (thikadari) und ihre Mittelsmänner der Verkauf von Indigo nicht mehr rentierte, verlangten sie von den Bauern „Ablöse“ (tawan) und Pachtzuschläge (sharahbeshi).

## Verlauf
Die Bauern wurden in den 1850ern durch von den Pflanzern angeheuerte, bewaffnete Schlägertrupps (lathiyals) eingeschüchtert, sich regender Widerstand gewaltsam gebrochen. Der Rechtsweg war effektiv verschlossen, da die Richter (magistrate) in der Region meist selbst Pflanzer waren (1857 ernannt: 29 Pflanzer, 1 Inder).
Erste Unruhen brachen 1859 aus, nachdem der stellvertretende Magistrate Hem Chandra Kar ein offizielles Schreiben missverstand. Er ließ verkünden, dass die Polizei in Streitfällen mit Raiyats nicht eingreifen würde und dass es den Bauern freistünde zu säen, was sie wollten.
Im Dorf Govindpur im Distrikt Nadia verweigerte man 1859 die Aussaat. Pflanzer sandten am 13. September eine 100-köpfige Schlägertruppe in den Ort, gegen die sich die Bauern mit den zur Verfügung stehenden einfachen Waffen (Speere, Schlagstöcke, Töpfe) wehrten. Im folgenden Frühjahr breiteten sich derartige Aktionen über ganz Bengalen aus. Die Pflanzer, in ihrer Eigenschaft als Zamindar, versuchten nun, die Bauern per Zwangsräumung zu vertreiben. Daraufhin wurde weithin die Pachtzahlung verweigert, außerdem wurden Mittelsmänner in den Dörfern boykottiert und soziale Kontakte zu ihnen eingestellt. Bis Ende 1860 kam der Indigoanbau in Bengalen praktisch vollständig zum Erliegen.
Eine Untersuchungskommission deckte bis November 1860 die schlimmsten Missbräuche auf, die in der Folgezeit gemildert wurden. Die Anbaupflicht wurde formal abgeschafft. Wucherzinsen, überhöhte Pacht u. ä. blieben jedoch weiterhin. In den nächsten Jahren kam es dann in ganz Bengalen weiterhin zu Unruhen, da den Pächtern das Eigentum an dem von ihnen bebauten Land, das ihnen unter den Bestimmungen des Act X von 1859 zugestanden hätte, durch allerlei betrügerische Maßnahmen verweigert wurde.

### 20. Jahrhundert
In den Jahren 1905–08 kam es in der Gegend um Motihari und Bettiah zu gewalttätigem Aufruhr. Der Fabrikleiter Bloomfield wurde getötet. Es gab in 57 Strafsachen 277 Verurteilungen. In den nächsten Jahren beschränkte sich der Protest, nun getragen von der unteren Mittelklasse, auf Eingaben und verweigerte Steuerzahlungen.
Die letzten Reste des Tinkathia wurden erst 1917/18 nach der Champaran-Kampagne (nordöstliches Bihar) Mohandas Gandhis abgeschafft. Raj Kumar Shukla hatte 1916 bei der Jahrestagung des Indischen Nationalkongress um Unterstützung gebeten. Unmittelbar nach Gandhis Ankunft im Distrikt ordnete der örtliche Commissioner seine Ausweisung an. Gandhi weigerte sich, Folge zu leisten, man ließ ihn daraufhin gewähren. Zusammen mit einigen Helfern, u. a. Rajendra Prasad, Mahadev Desai und Nahari Parikh untersuchte er die Zustände in den Dörfern, wobei 8000 Bauern befragt wurden. Zeitgleich berief die Regierung eine Untersuchungskommission ein. Auf Gandhis Vorschlag wurde den Bauern ein Viertel der Ablösen zurückgezahlt und das Tinkathia-System abgeschafft. Selbst der geringe Teilbetrag war ausreichend für die Pflanzer den Indigoanbau endgültig unattraktiv zu machen. Zehn Jahre später hatten sämtliche Pflanzer die Region verlassen.